# یهودیت حسیدی

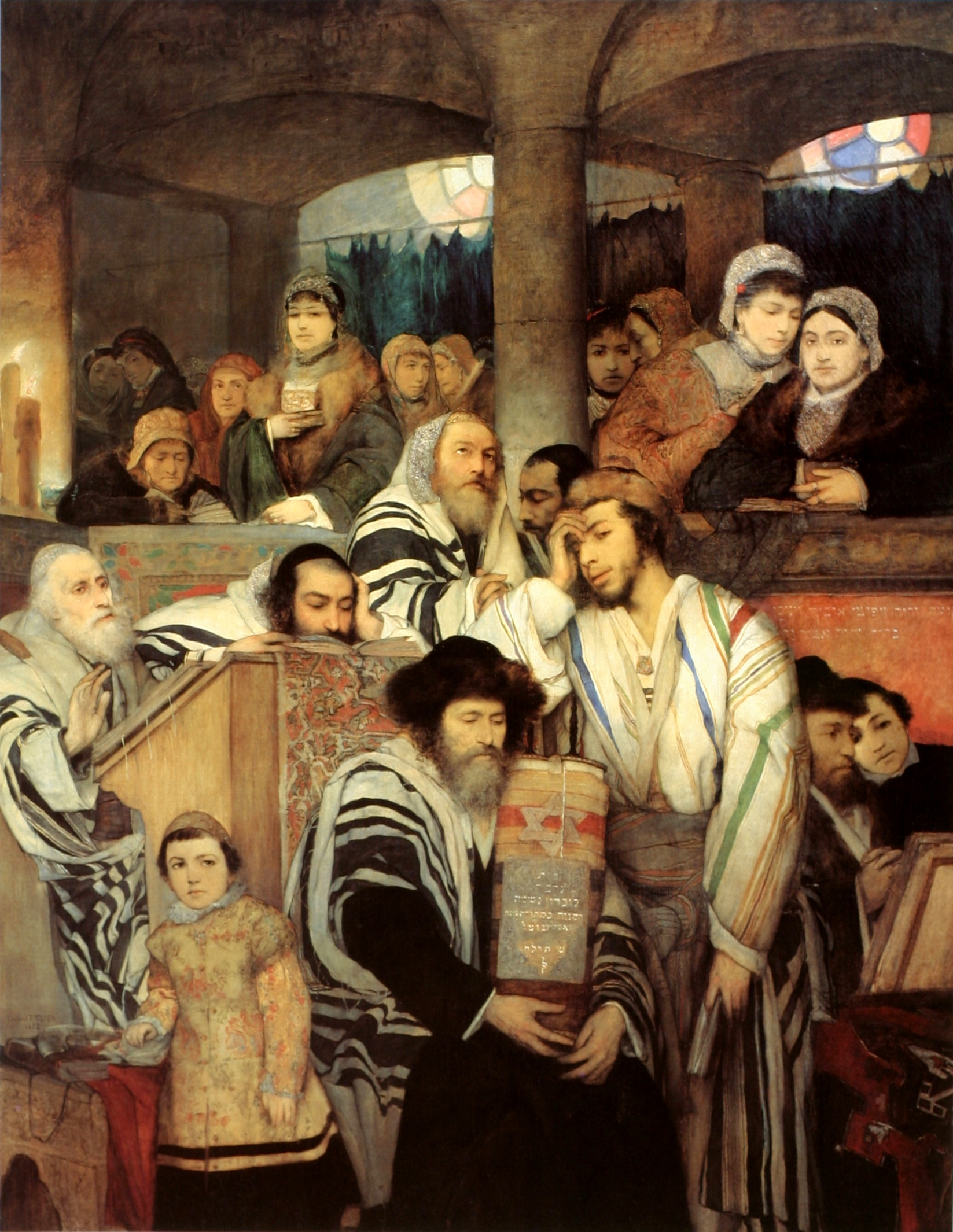
یهودیان در حال عبادت در کنیسای در یوم‌کیپور.

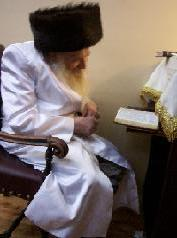
یک یهودی حسیدی در حال عبادت.

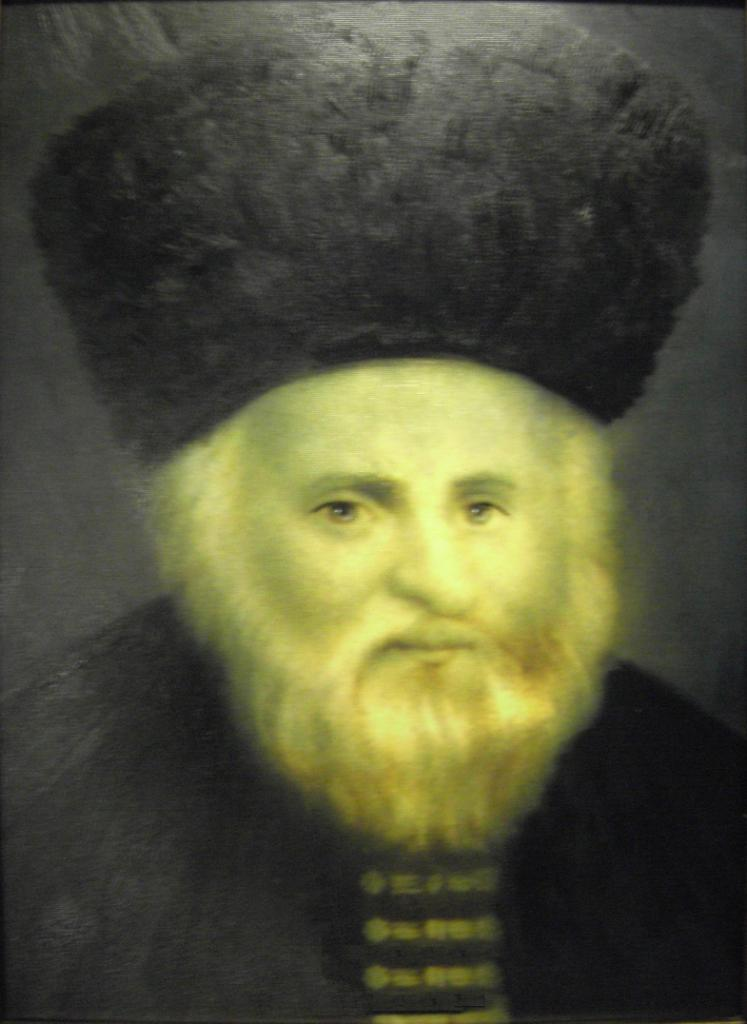
ویلنا گائون از مهم‌ترین مخالفان یهودیت حسیدی بود.

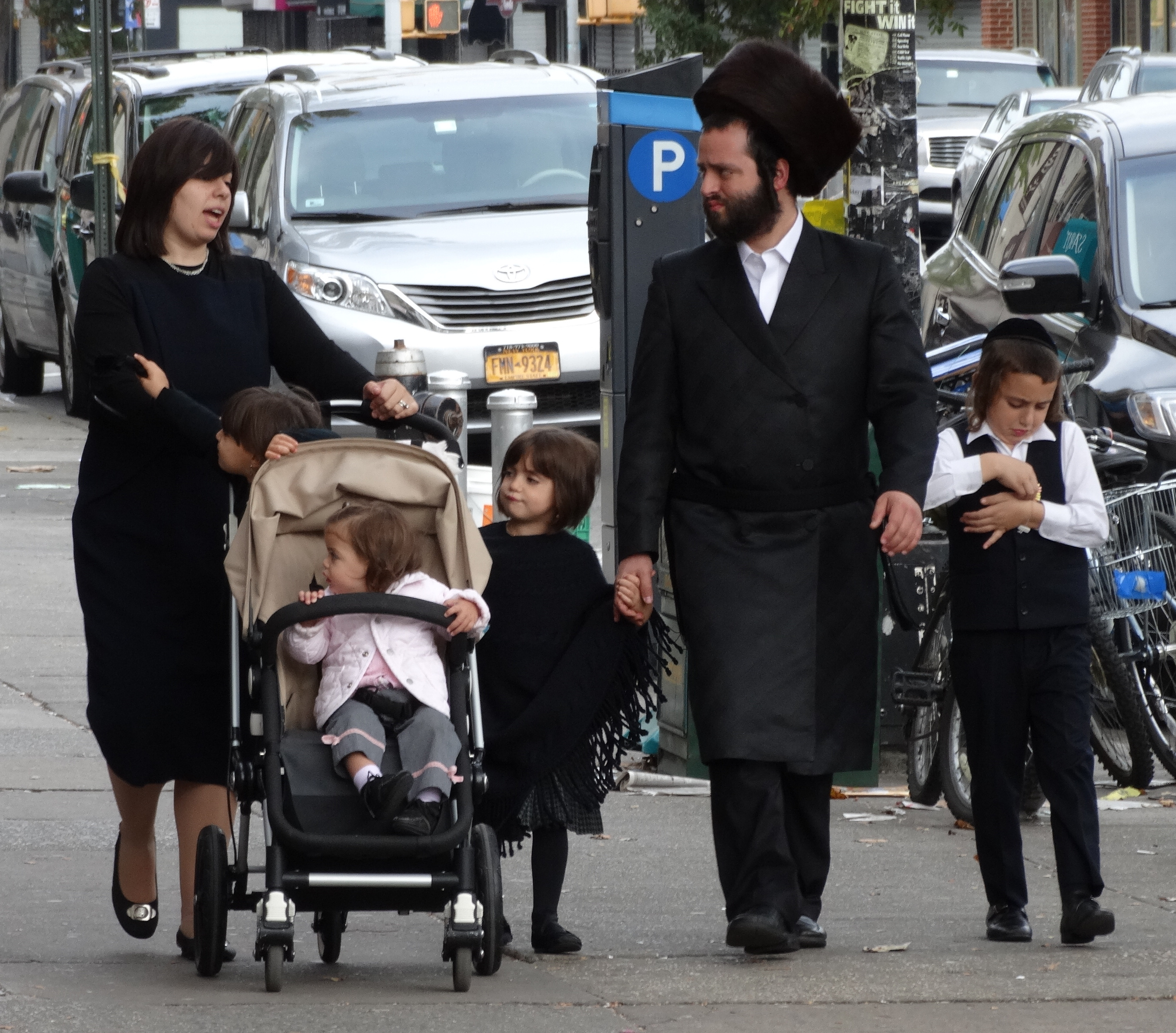
یک خانواده یهودی حسیدی در بروکلین نیویورک.

یهودیت حَسیدی (به عبری: תנועת החסידות) (חסידות در عبری به معنای پرهیزگاری است) یک گروه فرعی در یهودیت حریدی است که به خاطر محافظه‌کاری مذهبی و انزوای اجتماعی مشهور است. به جنبش یهودی مذهبی در سده‌های ۱۲ و ۱۳ میلادی در آلمان گفته می‌شود که ریاضت را با عرفان یهودی (کابالا) ترکیب می‌کند. این مکتب در میان مردم عادی که علاقه‌مند بودند که از قوانین مذهبی ظاهری به سمت زندگی روحانی حرکت کنند طرفدار پیدا کرد. یهودیان حسیدی شاخه‌ای از یهودیان ارتدکس هستند.

## تاریخچه
اسرائیل بن الیزر که معمولاً با نام بعل شم طوف شناخته می‌شود یهودیت حسیدی را در سده ۱۸ ایجاد کرد. در لهستان که بیشتر یهودیان ییدیش زبان در آن ساکن بودند سه گروه مختلف یهودی شکل گرفت: اولین گروه کسانی بودند که مخالف مطالعه کابالا بودند، گروه دوم موافق مطالعه کابالا بودند و گروه سوم کسانی بودند که سکولار شده و مذهبی نبودند. بعد از جنبش شبتای زوی در سده ۱۷ میلادی اختلاف بین این گروه‌ها شدت گرفت. یهودیان جنوب لهستان موافق تصوف و کابالا بودند در حالی که یهودیان لیتوانی و استونی ضد کابالا بودند. در لیتوانی و استونی گروه‌های یهودی بیشتر در شهرهای بزرگ زندگی می‌کردند و قدرت ساختار یهودیت ربانی برای جلوگیری از مطالعه کابالا بیشتر بود. در حالی که در لهستان یهودیان به صورت پراکنده بودند و در این مناطق گسترش کابالا بیشتر بود. بعد از جنبشهای ضدیهودی سده‌های ۱۶ و ۱۷ بسیاری یهودیان بسیار درمانده بودند. بعد از حمله ترکان عثمانی به لهستان مدتی این منطقه بدون سکنه باقی ماند. بعد از حمله عثمانی تلاش زیادی برای بازسازی لهستان آغاز شد. در این زمان از حضور یهودیان نیز در این بازسازیهای استقبال شد. وضعیت یهودیان در این زمان برای ایجاد جنبش تصوفی جدید بسیار مناسب بود. در بین یهودیان نیز گرایش زیادی به ایده‌های کابالایی وجود داشت. دید سنتی و پیروی سنتی از قوانین تورات و تلمود برای اکثریت یهودیان جذابیت زیادی دیگر نداشت. در این زمان دیدگاه‌های صوفی گرایانه جدیدی خارج از چهارچوب سنتی حاخامها شکل گرفت. این افراد نیستاریم یا بعل شم (استاد نام خداوند، که در کابالای عملی برای ایجاد معجزه استفاده می‌شد) نام داشتند که جنبش زیادی در اکثریت یهودیان ایجاد می‌کردند. تصویر این افراد درستکار که در بین مردم زندگی می‌کردند با تصویر کابالایی لامد واو زدیکیم (۳۶ فرد درستکار مخفی که دنیا را حفظ می‌کنند) تطابق زیادی داشت. با این پیش زمینه جنبش حسیدی ایجاد شد که اولین بار توسط اسرائیل بن الیزر به عنوان اولین بعل شم طوف صورت گرفت. در این زمان در اروپای شرقی مبلغان یهودی مگید نیز وجود داشتند. مگیدها طرفدار سیستم ربانی بودند و با مجازات افرادی که قوانین یهودی را اجرا نمی‌کردند موافق بودند. بعل شم‌ها با مجازات مخالف بوده و اعتقاد داشتند که این گونه مجازاتها با عشق و محبت درونی فاصله دارد. از این رو در جنبش حسیدی این نوع سیستم مجازات کنار گذاشته شد و ایده دویکوس به معنی تعلق به خدا در همه اعمال جایگزین آن شد. بعل شم‌ها همچنین با روشهای قبلی تصوف نظیر روزه گرفتن یا خود زنی مخالف بودند.

## اسرائیل بن الیزر (بعل شم طوو)
بنیانگذار حسیدیم اسرائیل بن الیزر بود که با نام بعل شم طوو (استاد نام نیکو) شناخته می‌شود. شهرت او آنقدر زیاد بود که نه تنها یهودیان بلکه جنتیلها و اشراف لهستانی نیز از او آگاه بودند. داستانهای زیادی در مورد قدرت معجزه وارانه او وجود دارد. جنبش حسیدی فهم جدیدی از دیدگاه‌های یهودی و کابالایی قبلی ارائه داد. در جنبش حسیدی ایده زدیک یا ربه به عنوان رهبر معنوی جنبش دارای اهمیت بالایی است.

## گسترش حسیدیم
شاگردان اسرائیل بن الیزر به تبلیغ دیدگاه‌های او در اروپا پرداختند. بعد از مرگ اسرائیل بن الیزر این شاگردان تلاشهای خود را ادامه دادند به طوری که در سال ۱۸۳۰ میلادی اکثریت یهودیان اوکراین، گالیسیا و لهستان حسیدی بودند. به تدریج یهودیت حسیدی به اروپای غربی و از آنجا به ایالات متحده نیز نفوذ کرد. یهودیت حسیدی به دو زیر بخش یهودیت حسیدی اوکراین و یهودیت حسیدی لیتوانی تقسیم شد.

## مخالفین
یهودیت حسیدی از ابتدا دارای مخالفان زیادی بود. این مخالفان دلایل زیر را برای مخالفت خود با جنبش حسیدی ارائه می‌کردند:
- یهودیت حسیدی تفسیر جدیدی از قوانین یهودی ارائه می‌دهد.
- اهمیت بیش از حد به عبادت حسیدی و نحوه لباس پوشیدن.
- نگرانی از تبدیل شدن حسیدیم به یک جنبش مسیحایی دیگر نظیر پیروان عیسی مسیح، شبتای زوی یا ژاکوب فرانک.
- یهودیان غیر حسیدی به دستور ویلنا گائون برای اولین بار مانند جنتیلها لباس می‌پوشیدند و ضد حسیدیان اعتقاد داشتند جدایی آنان از جنتیلها باید ملایمتر باشد.

## ویلنا گائون
مهم‌ترین مخالف جنبش حسیدی ویلنا گائون بود. داستانهای زیادی در مورد مخالفتهای بیشمار او با این جنبش وجود دارد. یکی از مهم‌ترین اختلافهای ویلناگائون با حسیدیان در مورد ایده زیمزم یا حلول مجدد بود. در یهودیت سنتی ایده‌ای به نام حلول مجدد وجود ندارد حال آنکه در کابالا این اعتقاد وجود دارد که روح افراد در چرخه‌های مختلفی دوباره به زندگی بازمی‌گردد و در شخص جدیدی حلول می‌کند. ویلنا گائون این ایده را به شدت رد کرده و آن را کفر آمیز می‌دانست.

## در دنیای امروز
امروزه حدود ۱ میلیون نفر یهودی حسیدی در دنیا وجود دارند. جنگ جهانی دوم باعث نابودی مراکز سنتی یهودیت حسیدی در اروپای شرقی شد و بسیاری از یهودیان حسیدی به ایالات متحده یا اسرائیل مهاجرت کردند.